# Ralph Ineson
Ralph Michael Ineson (ur. 15 grudnia 1969 w Leeds) – brytyjski aktor filmowy, telewizyjny i głosowy. Znany jest głównie z roli śmierciożercy Amycusa Carrowa w filmach o Harrym Potterze, Dagmera Cleftjawa w serialu Gra o tron, Williama w filmie Czarownica: Bajka ludowa z Nowej Anglii i z roli Chrisa Fincha w serialu Biuro. Oprócz tego użyczył głosu w grach Harry Potter i Insygnia Śmierci, Część 2 i Assassin’s Creed IV: Black Flag. Jego znakiem rozpoznawczym jest jego charakterystyczny, niski głos.
Ma 191 cm wzrostu.